# Aeropuerto Internacional Tobías Bolaños

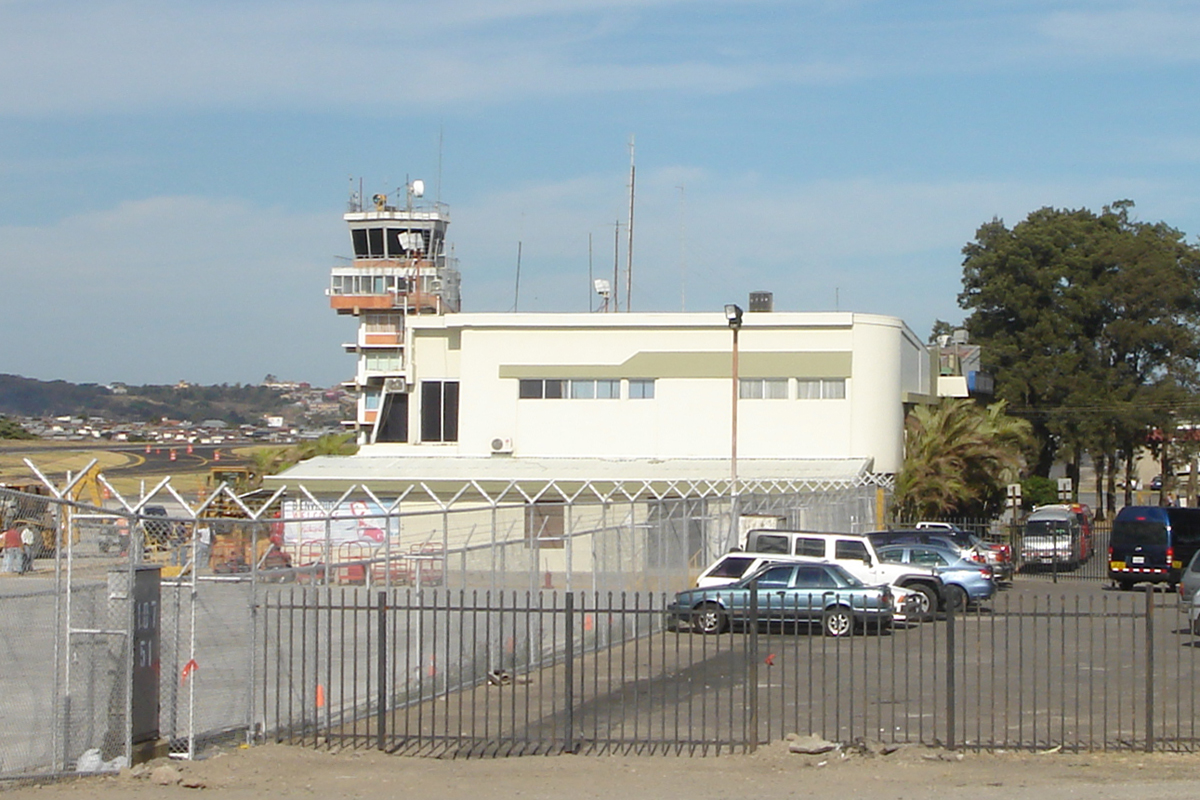
Vista panorámica del Aeropuerto Internacional Tobías Bolaños Palma localizado en San José, Costa Rica.

El Aeropuerto Internacional Tobías Bolaños Palma (IATA: SYQ, OACI: MRPV) es uno de los cuatro aeropuertos internacionales de Costa Rica. Se ubica en la capital San José, en el distrito de Pavas. Funciona como el aeropuerto principal para vuelos de cabotaje y tiene vuelos internacionales comerciales para Bocas del Toro, Panamá, Managua, Nicaragua, entre otros. Se encuentra a 8 km noroeste de San José y a 11 km sureste del Aeropuerto Internacional Juan Santamaría en un terreno de aproximadamente 41 hectáreas. Lleva el nombre del piloto costarricense Tobías Bolaños Palma (1892-1953), primer piloto graduado y quien sentó las bases de la aviación en Costa Rica. Este aeropuerto es la principal base para la aviación general del país y en él se realizan la mayoría de las operaciones de vuelos privados, fletados, turísticos, operadores de helicópteros y de escuelas de aviación.
Se empezó a construir entre 1954 y 1955, con el fin de que el Aeropuerto de La Sabana dejara de funcionar debido a la cercanía con los edificios de la capital costarricense, ya para principio de los años sesenta este aeropuerto recibía vuelos locales e internacionales con aeronaves pequeñas. Actualmente su pista de aterrizaje solo tiene capacidad para aviones de cierto peso, por su capa asfáltica, no obstante en él aterrizan jets ejecutivos, turbo impulsados.
El aeropuerto sirvió de centro de conexión (hub) de la línea aérea nacional Nature Air, uno de los dos principales servicios aéreos regionales de Costa Rica, ahora esta aerolínea ópera desde el aeropuerto Juan Santamaría. En la actualidad hay varios operadores como Aerobell, AeroCaribe, Carmonair, Prestige Wings y Tacsa con vuelos charters tanto dentro como fuera del país.

## Vuelos charters
- . ' Destinos: Bahía Drake, Barra del Colorado, Barra de Parismina, Barra del Tortuguero, Carate, Coto 47, Golfito, Guapiles, La Fortuna (Arenal), Liberia, Limón, Los Chiles, Nosara, Puerto Jiménez, Punta Banco, Punta Islita, Quepos (Manuel Antonio), San Isidro del General, San Vito, Sirena, Sixaola, Tamarindo, Tambor, Upala.
- . ' Destinos: Bocas del Toro
- . ' Destinos: Managua
- Aerobell
- AeroCaribe
- Carmonair
- Prestige Wings
- Tacsa
- SANSA
- Aerobell Airlines

## Incidentes y accidentes
- El 23 de enero de 1975 un Cessna 170 (TI-468-E) cae en las inmediaciones del aeropuerto luego de intentar despegar, la aeronave resulta destruida y el piloto herido.

- El 2 de octubre de 1975 un Cessna 150 (HP-605) cae en las inmediaciones del aeropuerto, la aeronave resulta dañada y el piloto ileso.

- El 28 de marzo de 1976 un Piper Cherokee (N-62062) luego de despegar comunica que requiere regresar pero se precipita en al sur del aeropuerto, la aeronave resulta destruida y el piloto y su acompañanta mueren calcinados.

- El 6 de marzo de 1983 un Cessna 337 (TI-AFJ) luego de aterrizar pierde el control y colisiona con la malla perimetral del aeropuerto, los 4 pasajeros resultan ilesos y el piloto fallece al día siguiente.

- El 17 de agosto de 1990, dos Piper Cherokee se mantenían en prácticas de aterrizaje pero en la aproximación final al oeste del aeropuerto colisionan en pleno vuelo, una aeronave se desplomó sobre una casa en el Alto de las Palomas (TI-ABB) donde murieron el embajador de Japón y el instructor y la otra aeronave (TI-AEC) realizó un aterrizaje de emergencia en el aeropuerto resultando el estudiante ileso.

- El 9 de febrero de 1993 un Beechcraft Bonanza (HP1033) intenta despegar sin lograrlo, los 4 ocupantes salen ilesos pero la aeronave resulta destruida.

- El 21 de febrero de 1993 un Piper Cherokee Six (TI-AQJ) luego de despegar del aeropuerto colisiona con cables de electricidad y se precipita a tierra, mueren dos adultos y dos niños.

- El 22 de marzo de 1993 un Cessna 206 (TI-ATP) luego de despegar pierde potencia y aterriza en la Ruta 27 a la altura del peaje de Escazú colisionando con un automóvil, los seis ocupantes resultan ilesos.

- El 1 de agosto de 1993 un Cessna 206 (TI-AKM) luego de despegar del aeropuerto pierde potencia y realiza un aterrizaje de emergencia en un cafetal en Santa Rosa de Santo Domingo de Heredia, sus seis ocupantes resultan ilesos.

- El 24 de febrero de 1995 un Cessna 337 (TI-ASE) el piloto comunica que tiene problemas con el tren de aterrizaje, realiza una maniobra donde la aeronave resulta con daños leves y los cuatro ocupante ilesos.

- El 24 de febrero de 1995 un Piper Navajo (TI-RRR) aterriza sin tren de aterrizaje, el piloto resulta ileso.

- El 3 de junio de 1995 un Piper 235 (TI-ACV) en prácticas de aterrizaje se precipita a tierra en la circunvalación al sureste del aeropuerto, su único ocupante resulta herido de gravedad y al día siguiente fallece.

- El 24 de junio de 1995 un Beechcraft Bonanza (YS-44CH) se le agotó el combustible y realiza un aterrizaje de emergencia al oeste del aeropuerto en un charral, resultando la aeronaves con pocos daños y el piloto ileso.

- El 25 de agosto de 1995 un Piper Cherokee (TI-AHQ) luego de aterrizar se sale de la pista y colisiona con el muro perimetral del aeropuerto resultando el piloto herido.

- El 20 de febrero de 1996 un Cessna 206 (TI-AGP) luego de intentar despegar pierde potencia y se estrella, posteriormente fue consumida por el fuego donde muere una pasajera y otros tres ocupantes resultan ilesos.

- El 3 de julio de 1996 un Cessna 206 (TI-AQC) desaparece al realizar un vuelo de comprobación luego de que a la aeronave se le cambiara el motor, al final de la tarde la ubican cerca al Cerro Tapezco al sur del aeropuerto, el piloto muere en el accidente.

- El 5 de julio de 1997 un Norman Britten Trislander (N-414-WA) Interrumpe el despegue luego de notar que una de las llantas se encuentra trabada , aunque se salió de la pista, la aeronave no tuvo daños y todos de los seis ocupantes resultaron ilesos.

- El 8 de noviembre de 1997 un Piper Cherokee (TI-ABF) en prácticas de aterrizaje pierde potencia y se precipita antes de la pista, sus ocupantes resultan ilesos.

- El 5 de enero de 1998 un Cessna 206 (TI-AHY) aproximaba al aeropuerto y ya establecido en el tramo final pierde potencia y se precipita sobre una escuela en Guachipelin de Escazú, dos adultos y dos niños resultan heridos.

- El 18 de septiembre de 1998 un Piper Navajo (TI-AVP) luego de despegar se desploma un kilómetro al sur esté del aeropuerto, sus dos ocupantes fallecen.

- El 22 de febrero de 1999 un Grumman American (TI-ALQ) en prácticas de aterrizaje le colapsa el tren de nariz, el piloto resulta ileso.

- El 28 de mayo de 1999 un Cessna 172 (TI-ANB) experimenta una pérdida de potencia luego del despegue y aterriza en un tramo de la circunvalación al este del aeropuerto. Los ocupantes resultaron ilesos y la aeronave no tuvo daños.

- El 15 de enero de 2000 un Let 410 UVP-E  (YS-09-C) luego de despegar se estrella al este del aeropuerto, de los 16 ocupantes de la aeronave fallecen 5.

- El 10 de diciembre de 2001 un Boeing B-75 (YS-135-P) luego del despegue se precipita al este del aeropuerto, sus dos ocupantes resultan ilesos.

- El 8 de marzo de 2002 un Cessna 206 (TI-ATL) interrumpe su despegue y "capotea" la aeronave resulta destruida por el fuego posterior y el piloto resulta ileso.

- El 24 de junio de 2003 un Cessna 188 (TI-ARU) realizaba un vuelo de comprobación cuando solicitó regresar al aeropuerto por fallas en el motor desplomándose sobre unas casas al sur oeste del aeropuerto, el piloto resulta herido.

- El 21 de septiembre de 2003 un Piper aerostar (N-713-HM) se estrella luego de intentar despegar, los tres pasajeros y el piloto resultan ilesos.

- El 22 de abril de 2006 un helicóptero Robinson R-44 (TI-BAC) se precipita a tierra, el piloto resulta herido leve y el helicóptero destruido.

- El 30 de noviembre de 2008 un Twin Otter DHC-6-300 (TI-BBQ) luego de aterrizar se sale de la pista, la aeronave no tuvo daños y todos los 15 ocupantes resultaron ilesos.

- El 10 de febrero de 2010 un Piper Cherokee (TI-AJG) realizaba prácticas y se estrelló antes de la pista, el estudiante resultó ileso.

- El 10 de octubre de 2010 un Piper Cherokee (TG-CEB) se estrella en el Río María Agular luego de haber despegado del aeropuerto, queda herido de gravedad el piloto y un único pasajero fallece, la aeronave llevaba oculta una carga de droga.

- El 6 de marzo de 2011 un Robinson 44 (TI-AZZ) resultó destruido luego de que perdieran el control en prácticas de aterrizaje, los dos ocupantes resultaron ilesos.

- El 1 de febrero de 2012 un Cessna 152 (TI-AZR) luego de despegar experimenta perdida de potencia y aterrizaje en el cauce de río Virilla cerca de la ciudadela León XIII, la aeronave termina destruida pero ambos pilotos resultan ilesos.

- El 27 de abril de 2013 un Pitt (TI-ANR) mientras realizaba prácticas acrobáticas pierde potencia y el piloto intenta regresar y se estrella al oeste del aeropuerto, la aeronave queda destruida y el piloto herido grave.

- El 8 de agosto de 2013 un Mooney (N-10422) experimenta una falla en el tren de aterrizaje y aterriza sin las llantas, el piloto resulta ileso.

- El 12 de junio de 2014 un Mooney (N-10422) experimenta una falla en el tren de aterrizaje y aterriza sin las llantas, el piloto sale ileso.

- El 8 de julio de 2014 un Piper Seneca (TI-AHU) realiza un aterrizaje sin tren de aterrizaje, el piloto resulta ileso.

- El 5 de julio de 2015 un Piper Aztec (TI-ADK) Luego de aterrizar colapsó el tren de nariz, el piloto y su acompañante resultan ilesos.

- El 10 de octubre de 2015 un Piper Dakota (TI-AOJ) se sale de la pista al realizar un aterrizaje de emergencia luego de que en vuelo se detuviera el motor, la aeronave no tuvo daños y el piloto y sus dos acompañantes resultan ilesos.

- El 14 de octubre de 2015 un Piper Seneca (TI-ASY) Aterrizaje sin tren de aterrizaje, el piloto y sus cuatro acompañantes resultan ilesos (Entre ellos el Expresidente José María Figueres).

- El 4 de noviembre de 2015 un Cessna 182 (TI-ANK) experimentó una falla eléctrica teniendo que aterrizar sin el tren de aterrizaje, sus dos ocupantes resultaron ilesos.

- El 1 de marzo de 2017 un autogiro ELA 7S (ULT-064) perdió el control durante el aterrizaje, el piloto resultó herido.

- 5 de septiembre de 2017 un Cessna 206 (TI-AGM) luego del despegue se precipito en el cauce del río Torres, fallecieron dos pasajeros y otras 4 personas resultaron heridas.

- 27 de abril de 2018 un Mooney matricula C-GKAL Interrumpió el despegue lo que causó que se fracturara el tren de nariz, el piloto y el pasajero resultaron ilesos.